# Ancistrus temminckii
Ancistrus temminckii – gatunek słodkowodnej ryby sumokształtnej z rodziny zbrojnikowatych (Loricariidae). 

## Występowanie
Ameryka Południowa (Brazylia).

## Charakterystyka
Spokojna ryba. Posiada przyssawkę z tarką, którą obskubuje glony. 

## Dymorfizm płciowy
Samca łatwo można rozróżnić od samicy po wyrostkach na pysku. Dorasta do 15 cm długości. 

## Wymagania hodowlane
Temperatura wody powinna wynosić 20–25 °C, twardość na poziomie 6–8°n. Woda w akwarium powinna być dobrze przefiltrowana i czysta. Ryba nie sprawia problemów w hodowli, ale należy uważać na martwicę płetw, fleksibakteriozę oraz pleśniawki.

## Rozmnażanie
Ryba łatwo się rozmnaża, ale w celu pobudzenia ich do tego należy wytworzyć silny prąd wody (np. skierować wylot pompy w kryjówkę). Samica składa kilkadziesiąt pomarańczowych jaj. Po kilku dniach wylęgają się młode. Żywią się już wtedy tak samo jak dorosłe osobniki.